# Tmesisternus gressitti
Tmesisternus gressitti è una specie di coleottero del genere Tmesisternus, famiglia Cerambycidae. Fu descritta scientificamente da Weigel nel 2003 e abita frequentemente le foreste tropicali dell'Indonesia. È una specie che raggiunge dimensioni tra i 9 e i 14 mm.